# Carlo Ambrosini
Carlo Ambrosini (Azzano Mella, 15 aprile 1954 – Milano, 1º novembre 2023) è stato un fumettista italiano.

## Biografia
Frequentò il liceo artistico e si diplomò all'Accademia di belle arti di Brera. Nel 1976 iniziò a disegnare racconti di guerra per la Editoriale Dardo; scrisse gli ultimi episodi della serie Daniel per le Editoriale Corno; collaborò con la Ediperiodici e la Mondadori.
Dal 1980 collaborò con la Sergio Bonelli disegnando alcuni episodi di Ken Parker scritti da Giancarlo Berardi, compreso l'ultimo episodio della serie, il n. 59. Nel 1984 scrisse e disegnò Nico Macchia per la rivista Orient Express. Nel 1987, sempre per la Bonelli, disegnò alcuni episodi di Dylan Dog, di cui scriverà anche una sua prima sceneggiatura nel 1994. Nel 1992 disegnò Videomax, creato da Graziano Origa.
Nel 1997 creò, di nuovo con la Bonelli, la testata Napoleone per la quale scrisse quasi tutte le sceneggiature e ne disegnò alcuni episodi. La serie terminò nel 2006 con il n. 54. Nel luglio 2005 realizzò i disegni del n. 19 dello speciale di Tex. Ultimo lavoro in ordine cronologico dell'autore fu la miniserie Jan Dix, sempre per la Bonelli, pubblicata dal 2008 al 2010.

## Riconoscimenti
- Premio Yellow Kid al Salone Internazionale dei Comics (2000)